# Доллар (озеро, Орегон, округ Уаллауа)
Доллар (англ. Dollar Lake) — небольшое озеро ледникового происхождения, расположенное на горе Анероид на территории парка Игл-Кеп национального леса Уаллауа-Уитмен в восточном Орегоне (США). Находится между озёрами Анероид и Бонни и лежит в 1,6 км от пика Анероид. Озеро, вероятно, получило своё название благодаря своим почти идеально круглым очертаниям, похожим на долларовую монету. Находится на высоте 2500 м над уровнем моря — это 5-е самое высокогорное озеро национального леса Уаллауа-Уитмен.

## Описание
Озеро находится ниже хребта Доллар между перевалом Доллар и тропой Тендерфут. От озера открываются великолепные виды на гору Анероид на востоке и горой Питс-Пойнт на западе, а также на долину реки Уаллауа и линию хребта гор Боннвил. Одно из наиболее высокогорных озёр Орегона.

## Туристическая тропа
До озера можно добраться по тропе № 1802. Маршрут от тропы Тендерфут-трейлхед или Тендерфут-Вагон-роуд проходит через озёра Бонни примерно в 2,9 км от перевала Доллар, на высоте 2570 м над уровнем моря. Озеро Доллар находится вне тропы, примерно в 400 м к юго-западу от перевала.